# Салусола
Салусола (итал. Salussola) је насеље у Италији у округу Бијела, региону Пијемонт.
Према процени из 2011. у насељу је живело 620 становника. Насеље се налази на надморској висини од 260 м.

## Становништво
Према резултатима пописа становништва 2011. у општини је живело 2.015 становника.
| 1931. | 1936. | 1951. | 1961. | 1971. | 1981. | 1991. | 2001. | 2011. |
| ----- | ----- | ----- | ----- | ----- | ----- | ----- | ----- | ----- |
| 2.291 | 2.159 | 2.597 | 2.581 | 2.225 | 2.190 | 2.106 | 2.030 | 2.015 |